# Гидропоника
Гидропо́ника (от др.-греч. ὕδωρ — «вода» + др.-греч. πόνος — «работа») — это способ выращивания растений на искусственных средах без почвы. Питание растения получают из питательного раствора, окружающего корни. Гидропоника позволяет регулировать условия выращивания растений — создавать режим питания для корневой системы, полностью обеспечивающий потребности растений в питательных элементах, концентрацию углекислого газа в воздухе, наиболее благоприятную для фотосинтеза, а также регулировать температуру воздуха и корнеобитаемого пространства, влажность воздуха, интенсивность и продолжительность освещения. Создание оптимальных условий для роста и развития растений обеспечивает получение очень высоких урожаев, лучшего качества и за более короткие сроки. Выращивание растений этим способом менее трудоёмко, чем в почвенной культуре, вода и питательные вещества расходуются экономнее. Подача питательного раствора легко автоматизируется. В условиях гидропоники практически отпадает борьба с сорняками.

## Общая информация
При выращивании гидропонным способом растение питается корнями не в почве, а во влажно-воздушной, сильно аэрируемой водной, или твёрдой, но пористой, влаго- и воздухоёмкой среде, которая способствует дыханию корней, и требует сравнительно частого (или постоянно-капельного) полива рабочим раствором минеральных солей, приготовленным по потребностям этого растения. В качестве заменителей могут использоваться гравий, щебень, а также некоторые пористые материалы — керамзит, вермикулит и др.
Корневая система растений при выращивании их способом гидропоники развивается на твёрдых субстратах, не имеющих питательного значения, в воде или во влажном воздухе (аэропоника). Примером органического субстрата служит кокосовое волокно: это перемолотая скорлупа и лыко кокосового ореха — койр, из которой вымыты соли железа и магния. В естественной среде кокосовое волокно служит первоначальным грунтом для корней новорожденной пальмы. Кокосовое волокно легче воды, поэтому при поливе не утапливается как почвогрунт, а разбухает, наполняясь воздухом. Каждое волокно содержит в своей толще большое количество пор и канальцев. Силой поверхностного натяжения канальцы заполняются рабочим раствором, но корневой волосок выпивает содержимое, прорастая рядом. Гладкая поверхность волокна позволяет корню свободно скользить от выпитой микропоры к следующей. Сетью микротрубочек кокосовое волокно распределяет воду и воздух по всему своему объёму. Волокно кокоса, как полностью рекультивируемый, экологически дружественный субстрат, используется на многих голландских гидропоник-фермах, при выращивании многолетних растений, например, роз. В Голландии промышленная гидропоника имеет обширное распространение, несмотря на климатические особенности — светолюбивым культурам солнце заменяют специальные лампы ДНаТ и Grow Led.
Истощение и загрязнение земель ещё не очевидно, но нехватка воды уже остро чувствуется в некоторых регионах, например, в ОАЭ, Израиле, Кувейте. В этих регионах остро встаёт проблема орошения. В настоящее время до 80 % всех овощей, зелени, фруктов, в Израиле выращивается гидропонным способом. Армия США всегда имеет в наличии всё необходимое для развертывания в полевых условиях гидропонных теплиц для овощей и зелени. Гидропоника — идеальное решение для жарких засушливых стран, так как при значительной экономии воды можно снимать множество урожаев за год.
При тепличном выращивании в северных широтах гидропоника также показывает отличные результаты, при наличии искусственного освещения.
Развитие гидропоники в России связано с возрастающим интересом к т. н. «малым фермерским хозяйствам», где на небольшой площади можно выращивать зелень, овощи, цветочные и ягодные культуры. Всё большей популярностью пользуются модульные системы капельного полива. Они позволяют создать за короткий срок и при небольших затратах оросительную систему как для традиционного земельного выращивания, так и для гидропонных установок типа капельного полива.
Набирает обороты технология прогрессивного растениеводства — выращивание съедобной зелени и овощей в закрытых помещениях.

## Основные гидропонные системы
Существует несколько разновидностей гидропонных систем. В целом, их можно разделить на две основные группы: «Пассивные» и «Активные».
В «Пассивных» системах питательный раствор не подвергается какому-либо механическому воздействию и доставляется к корням за счет капиллярных сил. Такие системы получили название — фитильные.
Все «Активные» системы, так или иначе, требуют циркуляции питательной жидкости, что достигается при помощи насосов. Большинство из них нуждается в параллельной системе аэрации (насыщении кислородом питательного раствора). Существуют сотни модификаций гидропонных систем, но все они — это разновидность (или комбинация) шести основных типов:
1. Фитильная система
2. Система глубоководных культур (метод «плавающей платформы»)
3. Система периодического затопления
4. Система питательного слоя (NFT)
5. Система капельного полива
6. Система аэропоники

### Фитильная система
Схема фитильной гидропонной системы является пассивной системой и поэтому довольно проста. Растение посажено в субстрат, и раствор с питательными веществами доставляется к корням за счет действия капиллярных сил. Аналогичный метод часто используется для орошения горшков с землёй в цветочных магазинах.
Системы подобного типа обеспечивают автоматическую подачу воды, которая не требует каких-либо активных устройств, но её нельзя использовать для выращивания ненасытных быстрорастущих растений. Такая система больше подходит для выращивания декоративных растений, которые растут очень медленно и не требуют большого внимания.
Тем не менее, несмотря на его недостатки, этот метод широко используется из-за его простоты.

### Система глубоководных культур (метод «плавающей платформы»)
Вид гидропонных систем, состоящий из бака и устройства для аэрации воды. Корни погружают в питательный раствор, а воздушный компрессор обогащает его кислородом. В качестве субстрата и там и там используется керамзит, но преимущество системы в том, что она снабжает корневую зону большим количеством кислорода, при этом один и тот же компрессор одновременно осуществляет и аэрирование раствора, и капельный полив.
Корни растений в DWC-системах обычно заполняют свободное пространство по-максимуму и растения растут намного быстрее, чем в почве. К методу водной культуры также относятся и плавающие платформы. Это огромные прямоугольные бассейны, наполненные питательным раствором, в которых плавают пенопластовые плоты с рассадой салата. Один и тот же раствор, добавляя воду и удобрения для баланса, используют весь сезон. Регулярно на одном конце бассейна снимают урожай салата и передвигают остальные плоты, чтобы высадить новую партию рассады, это непрерывный процесс.

### Система периодического затопления
«Периодика» или система периодического затопления замечательно обогащает кислородом корневую зону с помощью компрессора. Субстрат затопляется питательным раствором, который затем самотеком стекает обратно в бак.
Когда вода стекает обратно в бак, то её движение насыщает кислородом корневую систему, что убирает необходимость в принудительной аэрации корней.

### Система питательного слоя (NFT)
В этом методе, питательный раствор постоянно циркулирует тонким слоем и обеспечивает большую площадь соприкосновения воздуха с водой. Это самый распространенный способ выращивания скороспелых культур, салатов и кулинарной зелени. Подобную NFT систему можно самостоятельно собрать в домашних условиях из пластмассовых водостоков и выращивать на лоджии цветы, зелень или ягоды.

### Система капельного полива
Простота, низкая стоимость и надежность — основное преимущество данной технологии. Система капельного орошения состоит из бака с питательным раствором, который подается по трубкам на каждое растение с помощью насоса. Системы капельного полива применяют в тепличном бизнесе, когда требуется эффективно и с низкой стоимостью автоматизировать процесс выращивания. В качестве субстрата можно использовать минеральную вату. Этот способ далек от идеала, так как минеральная вата впитывает большое количество воды и не обеспечивает воздухообмен. В холодном климате раствор поглощается медленно и корни остаются без свежего воздуха. В результате образуется корневая гниль и растения болеют.

### Система аэропоники
Система выращивания растений, в которой питательный раствор преобразуется в туман-аэрозоль посредством ультразвуковой мембраны с частотой 1,6-2 миллиона колебаний в секунду (2 мегагерц). При такой частоте вода распыляется на мельчайшие частицы размером менее 5 микрон. В среднем их величина составляет 2,5 микрона, что позволяет им непосредственно впитываться корнями. Этот пар иногда называют «сухим туманом», так как при таких мелких каплях влажность на ощупь не ощущается. Та же технология используется в промышленных теплицах для повышения уровня влажности.

## Использование гидропоники
- В аэропорту Симферополь была использована система гидропоники для создания «живой стены» из искусственных и живых растений общей площадью около 1600 квадратных метров.[2]
- Под полом атриума Центра международной торговли в Москве находилась специальная система гидропоники для роста березок.